# آبشار باند
آبشار باند (به انگلیسی: Bond Falls) آبشاری است که در میشیگان، ایالات متحده آمریکا واقع شده و ارتفاع کلی ریزشگاه آن ۵۰ فوت (۱۵ متر) است.